# Marcio Kogan
Marcio Kogan (São Paulo, Brasil, 6 de marzo de 1952) es un arquitecto y cineasta brasileño.

## Biografía
Es hijo del ingeniero Aron Kogan, quien se hizo conocido en los años 1950 y 1960 por diseñar grandes edificios en São Paulo, como el Edificio São Vito y el Edificio Mirante do Vale. Durante el inicio de su carrera, Kogan dividió su tiempo entre cine y arquitectura junto a Isay Weinfeld, un compañero de universidad. En 1988, el dúo produjo un largometraje llamado Fuego y pasión y, entre 1995 y 2004, realizaron cinco exposiciones sobre arquitectura y humor.
En 2001, la oficina de Kogan cambió su nombre a Studio MK27 y desde entonces ha ganado una mayor proyección internacional. Actualmente, además de trabajar en Brasil, también trabaja en proyectos en Perú, Uruguay, Chile, Estados Unidos, Canadá, España, Portugal, Suiza, India, Israel e Indonesia. En 2011, Kogan fue seleccionado para ser miembro honorario del Instituto Americano de Arquitectura, en una ceremonia en Nueva Orleans. En 2012, Studio MK27 representó a Brasil en la Bienal de Arquitectura de Venecia, en la exposición del pabellón nacional.
Los proyectos de Kogan se caracterizan por su detalle arquitectónico, simplicidad formal, fuertes relaciones entre lo interno y lo externo, gran confort climático a través de la sostenibilidad pasiva, el uso de volúmenes puros, la aplicación de elementos tradicionales como las mashrabiyas y el diseño de un plan interno funcional. Además, favorece el uso de materias primas como madera, hormigón y piedra. En sus proyectos suele haber referencias a la arquitectura modernista de Brasil, de la cual Kogan se ha declarado un gran admirador. El crítico de The New York Times Paul Goldberger citó a Kogan en 2013 como una de las principales referencias de la arquitectura brasileña contemporánea.